# Ptychadena ansorgii
Ptychadena ansorgii (tên tiếng Anh: Ansorge's Ridged Frog) là một loài ếch trong họ Ptychadenidae.
Loài này có ở Angola, Cộng hòa Dân chủ Congo, Malawi, Zambia, có thể cả Mozambique, và có thể cả Tanzania.
Các môi trường sống tự nhiên của chúng là các khu rừng khô nhiệt đới hoặc cận nhiệt đới, rừng ẩm vùng đất thấp nhiệt đới hoặc cận nhiệt đới, xavan ẩm, sông, và đầm nước.